# Kúrjino
Kúrjino (en rus: Куржино) és un poble (possiólok) de l'óblast de Tomsk, a Rússia, que el 2015 tenia 146 habitants.